# Fever (песня Адама Ламберта)
«Fever» — песня американского исполнителя Адама Ламберта из его дебютного альбома For Your Entertainment. Песню написала Леди Гага.

## О песне
Изначально песня была написана Леди Гагой для её дебютного альбома The Fame. Но по некоторым причинам песня была не выпущена. После этого продюсеры Адама предложили Гаге написать песню для Адама, и она сыграла им Fever на рояле. Песня в исполнении Адама приобрела электронное звучание (в исполнении Гаги песня имеет более балладное звучание). Песня издана четвёртым синглом в Новой Зеландии в сентябре 2010 года.

## Чарты
| Чарт (2010)         | Место |
| ------------------- | ----- |
| New Zealand (RIANZ) | 19    |